# 60일, 지정생존자
《60일, 지정생존자》(60日, 指定生存者)는 2019년 7월 1일부터 2019년 8월 20일까지 방송된 tvN 월화 드라마이다. 미국의 ABC에서 방송된 드라마 《지정생존자》가 원작이며, 대한민국과 미국의 헌법 차이를 고려하여 제목에 '60일'이 추가되었다.

## 줄거리
대통령과 대립으로 비공식 해임 통보를 받아 대통령과 총리, 장관들이 모두 참여한 국회에서의 대통령 연설 행사에 홀로 불참하였던 과학자 출신 환경부 장관이, 국회가 갑작스러운 공격을 받아 대통령과 국무총리는 물론 나머지 모든 국무위원이 사망하여 대한민국의 마지막 남은 국무위원으로서 대통령 권한대행이 되면서 온갖 음모로부터 가족과 나라를 지켜내는 정치 드라마.

## 등장 인물

### 주요 인물
- 지진희 : 박무진 역 - 40대 중반. 한국과학기술원(카이스트) 화학과 교수 출신 환경부장관이자 대통령 권한대행
- 허준호 : 한주승 역 - 50대 후반. 양진만 정부의 대통령비서실장, 박무진 권한대행 체재 정책실장
- 강한나 : 한나경 역 - 30대 초반. 국가정보원 대테러팀 분석관
- 이준혁 : 오영석 역 - 40대 초반. 백령해전에서 승리한 전쟁영웅 출신의 예비역 해군 소령. 무소속 국회의원. 현 국방부 장관
- 배종옥 : 윤찬경 역 - 50대 초반. 국회의원 정책보좌관 출신. 현 야당(선진공화당) 대표

### 박무진의 주변 인물
- 김규리 : 최강연 역 - 40대 초반. 무진의 아내 / 인권 변호사
- 남우현 : 박시완 역 - 15세. 무진과 강연의 아들
- 옥예린 : 박시진 역 - 7세. 무진과 강연의 딸

### 청와대
- 손석구 : 차영진 역 - 30대 중반. 정치학 박사 출신 대통령 권한대행 비서실장
- 최윤영 : 정수정 역 - 30대 초반. 전직 환경부 장관 정책 비서관 / 현직 청와대 제1부속비서관
- 이무생 : 김남욱 역 - 30대 중반. 탈북민 출신 전직 연설비서실 행정관 / 현직 청와대 대변인
- 김갑수 : 양진만 역 (특별출연) - 60대 초반. 전직대통령
- 공정환 : 강대한 역 - 대통령경호처 수행 부장
- 이도엽 : 안세영 역 - 50대 초반. 청와대 민정수석 비서관
- 백현주 : 민희경 역 - 50대 초반. 청와대 국정기록 비서관
- 박근록 : 박수교 역 - 30대 초반. 청와대 의전비서실 행정관
- 박충선 : 고영목 역 - 청와대 국가안보실장

### 국정원
- 김주헌 : 정한모 역 - 40대 초반. 국가정보원 대테러팀 팀장
- 전성우 : 서지원 역 - 30대 초반. 국가정보원 대테러팀 사이버 요원
- 김진근 : 지윤배 역 - 국가정보원 차장. 대테러 전담
- 이하율 : 김준오 역 - 국가정보원 방첩 2과 요원
- 민응식 : 국가정보원 대테러 센터장 역(특별출연)

### 박무진 권한대행의 정치적 라이벌
- 최재성 : 이관묵 역 - 50대 후반. 국회의사당 폭사로 사망한 국방부 장관을 대신할 합동참모의장
- 안내상 : 강상구 역 - 50대 중반. 3선 서울시장 / 민주정의당(여당)
- 이기영 : 은희정 역 - 육군참모총장
- 최진호 : 김단 역 - TBN[1]방송국 보도 국장
- 오혜원 : 우신영 역 - TBN 기자

### 그 외 인물
- 곽민석 : 구용완 역 - 경제수석
- 송유현 : 김은주 역 - 제 2부속실 행정관
- 성기윤 : 신성준 역 - 정무수석
- 이윤재
- 서진원
- 박용우
- 김희연
- 임재근
- 조선묵
- 이윤상
- 금보 : 김정은 역 - 조선민주주의인민공화국의 국가원수
- 김나미
- 이화룡
- 김희연
- 안중권
- 윤영목
- 최영
- 최현준
- 원근수
- 이도국 : 명해준 역
- 화영진
- 서광재
- 송민지 : 정한모의 아내
- 김준의 : 재민 역 - 정한모의 아들
- 최영우 : 태익 역 - 테러범. 본명 이경표. 일본으로 귀화 → 호시노 케이. 전 유도 국가대표 금메달 리스트
- 전박찬 : 김 실장 역 - 김수현. 북파공작원 출신. 수제 양복점 '킴스 테일러'의 주인으로 위장한 테러단체 조직원
- 서영화 : 노주영 역 - 영화감독
- 이철 : 청와대 오기자 역

### 특별출연
- 우현 : 최호전 역 - 청와대 의전비서관
- 박훈 : 장준하 역 - 제707특수임무대대 캄보디아 현장 지휘관
- 이동휘 : 조성주 역 - 제707특수임무대대 캄보디아 현장 멤버
- 구성환 : 이강훈 중사 역 - 제707특수임무대대 현장 멤버

## 촬영지
- 당산철교
- 서강대교
- 충청남도교육청 - 환경부
- 아르하 이태원점
- 한국학중앙연구원
- 합천정원테마파크
- 서울한강마포대교
- 미로예술 원주중앙시장점
- 탑골공원
- 국립대전현충원
- 오페라갤러리 - 킴스테일러
- 촉석루
- 진양호 전망대
- 시화방조제
- 안상화랑오토캠핑장
- 충남도서관

## 시청률
최저 시청률과 최고 시청률은 시청률 조사회사와 지역별로 시청률에 차이가 있을 수 있습니다.
| 2019년      | 2019년      | 2019년             | 2019년         | 2019년       | 2019년         | 2019년 |
| 회차        | 방송일      | 부제 (서브 타이틀) | AGB 시청률     | AGB 시청률   | TNmS 시청률    |        |
| 회차        | 방송일      | 부제 (서브 타이틀) | 대한민국(전국) | 서울(수도권) | 대한민국(전국) |        |
| ----------- | ----------- | ------------------ | -------------- | ------------ | -------------- | ------ |
| 제1화       | 7월 1일     | 권한대행           | 3.383%         | 3.974%       | 3.8%           |        |
| 제2화       | 7월 2일     | 국군통수권자       | 4.157%         | 4.446%       | 4.6%           |        |
| 제3화       | 7월 8일     | 현상유지           | 4.336%         | 4.436%       | 3.8%           |        |
| 제4화       | 7월 9일     | 자백               | 4.155%         | 4.330%       | 3.9%           |        |
| 제5화       | 7월 15일    | 좋은 사람          | 4.277%         | 4.832%       | 4.2%           |        |
| 제6화       | 7월 16일    | 명령               | 3.843%         | 4.118%       | 3.9%           |        |
| 제7화       | 7월 22일    | 협치               | 4.057%         | 4.326%       | 4.2%           |        |
| 제8화       | 7월 23일    | 의혹               | 4.172%         | 4.433%       | %              |        |
| 제9화       | 7월 29일    | 스캔들             | 4.031%         | 4.387%       | %              |        |
| 제10화      | 7월 30일    | 공모자             | 4.421%         | 4.576%       | %              |        |
| 제11화      | 8월 5일     | 권한대행 오영석    | 4.488%         | 5.034%       | %              |        |
| 제12화      | 8월 6일     | 대답               | 4.771%         | 5.205%       | %              |        |
| 제13화      | 8월 12일    | 대선후보           | 4.778%         | 4.875%       | %              |        |
| 제14화      | 8월 13일    | 승부               | 4.948%         | 5.484%       | 4.8%           |        |
| 제15화      | 8월 19일    | 함정               | 5.434%         | 6.067%       | 5.3%           |        |
| 제16화      | 8월 20일    | 마지막 선택        | 6.178%         | 7.181%       | 5.7%           |        |
| 평균 시청률 | 평균 시청률 | 평균 시청률        | 4.464%         | 4.857%       |                |        |

## 수상 및 후보
| 연도 | 시상식                      | 부문            | 수상작(자) | 결과 | 출처 |
| ---- | --------------------------- | --------------- | ---------- | ---- | ---- |
| 2019 | 제12회 코리아 드라마 어워즈 | 남자 우수연기상 | 이준혁     | 후보 |      |

## 동시간대 드라마
- JTBC 월화 드라마

《바람이 분다》 (2019년 5월 27일 ~ 2019년 7월 16일)
《열여덟의 순간》 (2019년 7월 22일 ~ )

## 참고 사항
- 이 화면은 레터박스로 구성되었다.
- 이 드라마에서는 범죄도시 시리즈의 최종보스 역할을 맡았던 손석구와 이준혁이 출연했지만, 윤계상과 김무열은 출연하지 않았다.
- 몇몇 배우들은 전날 / 훗날 최종 보스 역할로 재회해 큰 인기를 얻게 된다. 범죄도시2 손석구[3], 범죄도시3 이준혁[4], 잘 키운 딸 하나 + 왼손잡이 아내 최재성[5], 특수요원 공정환[6], 언니 최진호[7]
- 몇몇 배우들은 전날 / 훗날 중간 보스 역할로 재회해 큰 인기를 얻게 된다. 공조 공정환[8], 미세스 캅 2 최진호[9], 공조 2: 인터내셔날 박훈[10]
- 몇몇 배우들은 전날 / 훗날 서브 빌런 역할로 재회해 큰 인기를 얻게 된다. 범죄도시4 이동휘[11]
- 이준혁과 안내상은 2007년 ~ 2008년에 방송된 SBS 주말 특별기획 드라마 《조강지처 클럽》 이후로 11년만에 재회하는 작품이다.
- 배종옥과 최영은 KBS 2TV 일일 드라마 《이름 없는 여자》 이후로 2년만에 재회하는 작품이다.
- 공정환과 이동휘는 영화 《공조》 이후로 2년만에 재회하는 작품이다.

## 같이 보기
- 대한민국의 텔레비전 드라마 목록 (숫자)
- 2019년 대한민국의 텔레비전 드라마 목록